# Cate Le Bon
Cate Le Bon, pseudonimo di Cate Timothy (Carmarthenshire, 4 marzo 1983), è una cantautrice britannica.

## Biografia
Cate Le Bon ha iniziato a ricevere popolarità dopo aver supportato  Gruff Rhys nel suo tour britannico del 2007. Ha pubblicato il suo primo album in studio Me Oh My nel 2009, seguito tre anni più tardi da Cyrk. Nel 2013 si è trasferita a Los Angeles per concentrarsi maggiormente sulla sua carriera negli Stati Uniti ed ha pubblicato il disco Mug Museum. Il quarto album in studio, intitolato Crab Day, è uscito nel 2016 ed è stato supportato da una tournée nazionale. È entrata in 78ª posizione nella Official Albums Chart, segnando il suo primo ingresso nella classifica. Nel 2019 è uscito Reward: l'album ha ricevuto l'acclamo universale da parte della critica specializzata e si è piazzato in 86ª posizione nel Regno Unito. È stata inoltre candidata al Premio Mercury.

## Discografia

### Album in studio
- 2009 – Me Oh My
- 2012 – Cyrk
- 2013 – Mug Museum
- 2016 – Crab Day
- 2019 – Reward
- 2022 – Pompeii

### EP
- 2008 – Edrych yn Llygaid Ceffyl Benthyg
- 2012 – Cyrk II
- 2017 – Rock Pool
- 2019 – Myths 004 (con Bradford Cox)

### Singoli
- 2007 – No One Can Drag Me Down/Disappear
- 2014 – I Can't Help You
- 2014 – He's Leaving/Solitude